# Squid Girl
Squid Girl (jap. 侵略!イカ娘 Shinryaku! Ika Musume) – manga autorstwa Masahiro Anbe, publikowana na łamach magazynu „Shūkan Shōnen Champion” wydawnictwa Akita Shoten od lipca 2007 do lutego 2016. Na jej podstawie studio Diomedéa wyprodukowało serial anime, który emitowano między październikiem a grudniem 2010. Drugi sezon był emitowany od września do grudnia 2011. W latach 2012–2014 wydano także trzy odcinki OVA.

## Fabuła
Pragnąc przejąć władzę nad światem w ramach zemsty za zanieczyszczenie oceanu, Ika Musume próbuje założyć swoją bazę operacyjną w małej restauracji przy plaży prowadzonej przez rodzeństwo Aizawów. Jednak gdy przypadkowo wybija dziurę w ścianie, próbując zademonstrować swoją moc poprzez próbę uderzenia komara, zostaje zmuszona do pracy jako kelnerka, aby spłacić wyrządzone szkody. W ten sposób Ika Musume rozpoczyna swoje życie na powierzchni, ucząc się nowych rzeczy i spotykając wielu ciekawych gości.

## Bohaterowie

### Główni
- Ika Musume (jap. イカ娘)

Seiyū: Hisako Kanemoto 
- Eiko Aizawa (jap. 相沢 栄子 Aizawa Eiko)

Seiyū: Ayumi Fujimura 
- Chizuru Aizawa (jap. 相沢 千鶴 Aizawa Chizuru)

Seiyū: Rie Tanaka 
- Takeru Aizawa (jap. 相沢 たける Aizawa Takeru)

Seiyū: Miki Ōtani 

### Poboczni
- Goro Arashiyama (jap. 嵐山 悟郎 Arashiyama Gorō)

Seiyū: Yūichi Nakamura 
- Sanae Nagatsuki (jap. 長月 早苗 Nagatsuki Sanae)

Seiyū: Kanae Itō 
- Nagisa Saito (jap. 斉藤 渚 Saitō Nagisa)

Seiyū: Azusa Kataoka 
- Kierownik Minamikaze (jap. 南風の店長 Minamikaze no Tenchō)

Seiyū: Rikiya Koyama 
- Ayumi Tokita (jap. 常田 鮎美 Tokita Ayumi)

Seiyū: Ayako Kawasumi 
- Cindy Campbell (jap. シンディー・キャンベル Shindī Kyanberu)

Seiyū: Hitomi Nabatame 
- Harris (jap. ハリス Harisu)

Seiyū: Seiji Sasaki 
- Clark (jap. クラーク Kurāku)

Seiyū: Anri Katsu 
- Martin (jap. マーティン Mātin)

Seiyū: Tetsuo Gotō 
- Kiyomi Sakura (jap. 紗倉 清美 Sakura Kiyomi)

Seiyū: Kokoro Kikuchi 
- Tatsuo Isozaki (jap. 磯崎 辰雄 Isozaki Tatsuo)

Seiyū: Shunzō Miyasaka 
- Kozue Tanabe (jap. 田辺 梢 Tanabe Kozue)

Seiyū: Akemi Kanda 

## Manga
Seria ukazywała się w magazynie „Shūkan Shōnen Champion” wydawnictwa od 26 lipca 2007 do 25 lutego 2016. Wydawnictwo Akita Shoten zebrało jej rozdziały w 22 tankōbonach, wydanych między 7 marca 2008 a 6 maja 2016.
| Nr | Data wydania (język japoński) | ISBN (język japoński)  |
| -- | ----------------------------- | ---------------------- |
| 1  | 7 marca 2008                  | ISBN 978-4-253-21401-8 |
| 2  | 8 sierpnia 2008               | ISBN 978-4-253-21402-5 |
| 3  | 1 stycznia 2009               | ISBN 978-4-253-21403-2 |
| 4  | 8 maja 2009                   | ISBN 978-4-253-21404-9 |
| 5  | 8 października 2009           | ISBN 978-4-253-21405-6 |
| 6  | 8 kwietnia 2010               | ISBN 978-4-253-21406-3 |
| 7  | 8 października 2010           | ISBN 978-4-253-21407-0 |
| 8  | 8 grudnia 2010                | ISBN 978-4-253-21408-7 |
| 9  | 8 kwietnia 2011               | ISBN 978-4-253-21409-4 |
| 10 | 7 października 2011           | ISBN 978-4-253-21410-0 |
| 11 | 6 stycznia 2012               | ISBN 978-4-253-21412-4 |
| 12 | 8 sierpnia 2012               | ISBN 978-4-253-21413-1 |
| 13 | 8 stycznia 2013               | ISBN 978-4-253-21414-8 |
| 14 | 7 czerwca 2013                | ISBN 978-4-253-21415-5 |
| 15 | 8 października 2013           | ISBN 978-4-253-21416-2 |
| 16 | 7 marca 2014                  | ISBN 978-4-253-21417-9 |
| 17 | 8 września 2014               | ISBN 978-4-253-21418-6 |
| 18 | 7 listopada 2014              | ISBN 978-4-253-21419-3 |
| 19 | 6 marca 2015                  | ISBN 978-4-253-21420-9 |
| 20 | 7 sierpnia 2015               | ISBN 978-4-253-22570-0 |
| 21 | 8 stycznia 2016               | ISBN 978-4-253-22571-7 |
| 22 | 6 maja 2016                   | ISBN 978-4-253-22572-4 |

## Anime
8 kwietnia 2010 ogłoszono, że w oparciu o mangę powstanie telewizyjny serial anime wyprodukowany przez studio Diomedéa i wyreżyserowany przez Tsutomu Mizushimę. Scenariusz napisała Michiko Yokote, postacie zaprojektował Masakazu Ishikawa, a muzykę skomponował Tomoki Kikuya. 12-odcinkowa seria była emitowana w stacji TV Tokyo między 4 października a 20 grudnia 2010.
24 lutego 2011 zapowiedziano powstanie drugiego sezonu. Yasutaka Yamamoto dołączył do Mizushimy na stanowisku reżysera, a reszta ekipy produkcyjnej powróciła do prac nad serialem. Sezon zatytułowany Shinryaku!? Ika Musume (jap. 侵略!?イカ娘) był emitowany od 26 września do 26 grudnia 2011 w TV Tokyo i innych stacjach.
Odcinek OVA, zatytułowany Shinryaku!! Ika Musume, został dołączony do 12 tomu mangi, wydanego 8 sierpnia 2012. Druga OVA została wydana 7 czerwca 2013 wraz z 14 tomem. Trzecia OVA ukazała się wraz z 17 tomem mangi, którego premiera miała miejsce 9 września 2014.
Prawa do streamingu obu sezonów oraz OVA nabył Crunchyroll.

### Ścieżka dźwiękowa
| Nr             | Tytuł                                                    | Wykonawcy                     | Źródło   |
| Czołówka       | Czołówka                                                 | Czołówka                      | Czołówka |
| -------------- | -------------------------------------------------------- | ----------------------------- | -------- |
| 1              | „Shinryaku no susume” (jap. 侵略ノススメ☆)               | Ultra-Prism i Hisako Kanemoto | [ 39 ]   |
| 2              | „High Powered”                                           | Sphere                        | [ 40 ]   |
| 3              | „Let’s Shinryaku Time!” (jap. Let’s☆侵略タイム!)         | Ultra-Prism                   | [ 41 ]   |
| Napisy końcowe |                                                          |                               |          |
| 1              | „Metame Rhythm” (jap. メタメリズム Metamerizumu)         | Kanae Itō                     | [ 39 ]   |
| 2              | „Kimi o shiru koto” (jap. 君を知ること)                  | Kanemoto                      | [ 42 ]   |
| 3              | „Puzzle” (jap. パズル Pazuru)                            | Kanae Itō                     | [ 41 ]   |
| 4              | „Miser’s Dream” (jap. マイザーズドリーム Maizāzu dorīmu) | Kanae Itō                     | [ 43 ]   |